# Campeonato Europeo de Lucha de 2008
El LX Campeonato Europeo de Lucha se realizó en Tampere (Finlandia) entre el 1 y el 6 de abril de 2008. Fue organizado por la Federación Internacional de Luchas Asociadas (FILA) y la Federación Finlandesa de Lucha.
Las competiciones se efectuaron en el Centro Deportivo Pirkkahalli de la ciudad finlandesa. 

## Países participantes
Participaron en total 403 luchadores (181 de grecorromana, 154 en libre masculina y 68 en libre femenina) de 41 federaciones nacionales de Europa afiliadas a la FILA:
| - Albania (1/1/-) - Alemania (6/7/7) - Armenia (7/7/1) - Austria (-/4/4) - Azerbaiyán (7/6/5) - Bielorrusia (7/7/7) - Bosnia y Herzegovina (1/-/-) - Bulgaria (7/7/3) - Chipre (1/-/-) - Croacia (-/4/-) - Dinamarca (-/1/-) | - Eslovaquia (4/3/1) - Eslovenia (-/2/1) - España (6/6/5) - Estonia (2/4/-) - Finlandia (3/7/3) - Francia (4/5/4) - Georgia (7/7/-) - Grecia (7/6/4) - Hungría (7/7/5) - Irlanda (1/1/-) | - Israel (3/6/2) - Italia (3/4/2) - Letonia (6/3/2) - Lituania (3/7/-) - Macedonia del Norte (3/1/1) - Moldavia (7/3/2) - Montenegro (-/5/-) - Noruega (-/4/1) - Países Bajos (1/1/-) - Polonia (6/7/7) - Portugal (-/1/4) | - Reino Unido (4/-/-) - República Checa (-/6/2) - Rumania (7/6/5) - Rusia (7/7/7) - Serbia (-/4/-) - Suecia (-/7/6) - Suiza (5/3/2) - Turquía (7/7/3) - Ucrania (7/7/7) |

## Resultados

### Lucha grecorromana masculina
| Evento         | Oro                           | Plata                    | Bronce                                                   |
| -------------- | ----------------------------- | ------------------------ | -------------------------------------------------------- |
| 55 kg (05.04)  | Rövşən Bayramov Azerbaiyán    | Roman Amoyan Armenia     | Virgil Munteanu · Rumania · Péter Módos · Hungría        |
| 60 kg (06.04)  | Jarkko Ala-Huikku · Finlandia | Armen Nazarian Bulgaria  | Davor Štefanek Serbia Håkan Nyblom Dinamarca             |
| 66 kg (05.04)  | Armen Vardanian · Ucrania     | Ion Panait · Rumania     | Plamen Petrov · Bulgaria · Ruslan Beljoroyev · Rusia     |
| 74 kg (06.04)  | Péter Bácsi · Hungría         | Şeref Tüfenk Turquía     | Christophe Guénot · Francia · Yevgueni Popov · Rusia     |
| 84 kg (05.04)  | Nazmi Avluca Turquía          | Badri Jasaia Georgia     | Ara Abrahamian · Suecia · Andrea Minguzzi · Italia       |
| 96 kg (06.04)  | Aslanbek Jushtov · Rusia      | Mirko Englich · Alemania | Ramaz Nozadze · Georgia · Elis Guri · Albania            |
| 120 kg (05.04) | Yuri Patrikeyev Armenia       | Jasan Baroyev · Rusia    | Iosif Chugoshvili · Bielorrusia · Attila Güzel · Turquía |

### Lucha libre masculina
| Evento         | Oro                          | Plata                          | Bronce                                                               |
| -------------- | ---------------------------- | ------------------------------ | -------------------------------------------------------------------- |
| 55 kg (01.04)  | Dzhamal Otarsultanov · Rusia | Rizvan Gadzhiyev · Bielorrusia | Sezer Akgül · Turquía · Francisco Javier Sánchez Parra · España      |
| 60 kg (02.04)  | Vasyl Fedoryshyn · Ucrania   | Didier Païs Francia            | Gergő Wöller · Hungría · Anatolie Guidea · Bulgaria                  |
| 66 kg (01.04)  | Ramazan Şahin Turquía        | Koba Kakaladze Georgia         | Emin Əzizov · Azerbaiyán · Rasul Dzhukayev · Rusia                   |
| 74 kg (02.04)  | Majach Murtazaliyev · Rusia  | Murad Gaidarov · Bielorrusia   | Emzarios Bentinidis · Grecia · Çamsulvara Çamsulvarayev · Azerbaiyán |
| 84 kg (01.04)  | Gueorgui Ketoyev · Rusia     | Revaz Mindorashvili Georgia    | David Bichinashvili · Alemania · Novruz Temrezov · Azerbaiyán        |
| 96 kg (02.04)  | Guiorgui Gogshelidze Georgia | Heorhi Tibilov · Ucrania       | Hakan Koç · Turquía · Jadzhimurat Gatsalov · Rusia                   |
| 120 kg (01.04) | David Musuľbes · Eslovaquia  | Əli İsayev Azerbaiyán          | Bajtiyar Ajmedov · Rusia · Rareș Chintoan · Rumania                  |

1. ↑  El ganador de la medalla de oro, el georgiano Davit Modzmanashvili, dio positivo en un control antidopaje y fue descalificado por la FILA, la medalla de oro pasó al eslovaco David Musuľbes, la de plata al azerbaiyano Əli İsayev y una de las de bronce al rumano Rareș Chintoan.[2]

### Lucha libre femenina
| Evento        | Oro                           | Plata                       | Bronce                                                 |
| ------------- | ----------------------------- | --------------------------- | ------------------------------------------------------ |
| 48 kg (04.04) | Mariya Stadnik Azerbaiyán     | Vanessa Boubryemm Francia   | Olexandra Kohut · Ucrania · Iwona Matkowska · Polonia  |
| 51 kg (03.04) | Anna Trusova · Rusia          | Sofia Mattsson · Suecia     | Tiina Ylinen · Finlandia · Yuliya Blahinia · Ucrania   |
| 55 kg (04.04) | Natalia Golts · Rusia         | Ludmila Cristea Moldavia    | Sofía Pumpuridu · Grecia · Tetiana Lazareva · Ucrania  |
| 59 kg (03.04) | Ida-Theres Nerell · Suecia    | Elvira Mürsəlova Azerbaiyán | Larisa Kanayeva · Rusia · Natalia Synyshyn · Ucrania   |
| 63 kg (04.04) | Aliona Kartashova · Rusia     | Volha Jilko · Bielorrusia   | Marianna Sastin · Hungría · Monika Michalik · Polonia  |
| 67 kg (03.04) | Mariana Kviatkovska · Ucrania | Natalia Kuxina · Rusia      | Hanna Beliayeva · Bielorrusia · Lise Legrand · Francia |
| 72 kg (04.04) | Stanka Zlateva Bulgaria       | Guiuzel Maniurova · Rusia   | Anita Schätzle · Alemania · Jenny Fransson · Suecia    |

## Medallero
| Núm. | País        | Oro | Plata | Bronce | Total |
| ---- | ----------- | --- | ----- | ------ | ----- |
| 1    | Rusia       | 7   | 3     | 6      | 16    |
| 2    | Ucrania     | 3   | 1     | 4      | 8     |
| 3    | Azerbaiyán  | 2   | 2     | 3      | 7     |
| 4    | Turquía     | 2   | 1     | 3      | 6     |
| 5    | Georgia     | 1   | 3     | 1      | 5     |
| 6    | Bulgaria    | 1   | 1     | 2      | 4     |
| 6    | Suecia      | 1   | 1     | 2      | 4     |
| 8    | Armenia     | 1   | 1     | 0      | 2     |
| 9    | Hungría     | 1   | 0     | 3      | 4     |
| 10   | Finlandia   | 1   | 0     | 1      | 2     |
| 11   | Eslovaquia  | 1   | 0     | 0      | 1     |
| 12   | Bielorrusia | 0   | 3     | 2      | 5     |
| 13   | Francia     | 0   | 2     | 2      | 4     |
| 14   | Alemania    | 0   | 1     | 2      | 3     |
| 14   | Rumania     | 0   | 1     | 2      | 3     |
| 16   | Moldavia    | 0   | 1     | 0      | 1     |
| 17   | Grecia      | 0   | 0     | 2      | 2     |
| 17   | Polonia     | 0   | 0     | 2      | 2     |
| 19   | Albania     | 0   | 0     | 1      | 1     |
| 19   | Dinamarca   | 0   | 0     | 1      | 1     |
| 19   | España      | 0   | 0     | 1      | 1     |
| 19   | Italia      | 0   | 0     | 1      | 1     |
| 19   | Serbia      | 0   | 0     | 1      | 1     |
|      | TOTAL       | 21  | 21    | 42     | 84    |